# 新城乡 (靖边县)
新城乡是中国陕西省榆林市靖边县下辖的一个乡。

## 行政区划
新城乡下辖以下行政区：
新城村、张天赐村、长命山村、吕家口则村、高梁村、韩家沟村、张兴庄村、黑龙沟村